# Giorgio Tornati

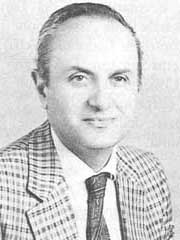
Giorgio Tornati

Giorgio Tornati (nascido em 5 de novembro de 1937) é um político italiano que serviu como senador (1987-1992) e prefeito de Pesaro por três mandatos (1978-1980, 1980-1985 e 1985-1987).